# Дан Москве
Дан Москве или Дан града Москве (рус. День города Москвы) званични је градски догађај у Москви којим се одаје почаст оснивања града. Традиционално се слави првог или другог викенда у септембру, а прослава укључује бесплатне културне догађаје, дефиле и вечерњи ватромет.

## Историјат
Дан града Москве прослављен је 1. јануара 1847. године, када се славило 700. годишњица града. На крају молитве одржане у манастиру Чудов огласила су се звона са Звоника Ивана Великог. Град је 1947. године прославио 800. година постојања за време совјетске власти. Према мандату Врховног совјета Совјетског Савеза, специјалну медаљу добило је готово 1,7 милиона совјетских грађана. Године 1997. прослављено је 850. година од оснивања града, а Дан Москве уведен је као годишњи догађај 1986. године од стране Бориса Јецљина који је у то време био секретар Московског градског комитета.

## Прослава
Током празника одржава се око 1.000 различитих догађаја и активности, укључујући параде, сајмове, уличну забаву, спортска такмичења и концерте музике уживо. Десетине московских музеја нуди бесплатан улаз, а организују се и историјске туре. Организује се преко 170 бесплатних пешачких и бициклистичких тура.
Прослава почиње у у Тверској улици која постаје пешачка зона, а завршава се код Кремља. Парада обично укључује различите националне академске и војне оркестре, а повремено и учеснике војно-музичких фестивала. Вечерњи концерти се обично одржавају на великим површинама као што је Црвени трг, Саборни трг и други. Концерти класичне музике одржавају се и у градским парковима, а они укључују независне уметнике и међународне извођаче, као и класичне оркестре. Традиционални догађај одржава се на стадиону Лужњики, а догађај обухвата забавне вожње, игре и такмичења. На главној бини наспрам централног улаза наступају познати певачи, док је паркинг код јужног спортског комплекса место за концерт реп музике.
Због пандемије ковида 19, прослава 2020. године сведена је на јединствену церемонију у парку Зарјадај, којој је присуствовао Владимир Путин.

## Галерија
- Прослава Дана Москве код Кремља.
- Војни оркестар током прославе 2013.
- Медаља „У спомен на 800. годишњицу Москве“.
- Кованица Банке Русије – „Историјска серија“, 850 година од оснивања Москве, Храм Христа Спаситеља, 1 рубља, реверс.
- Свечани концерт поводом 870. годишњице Москве.
- Зграда централног телеграфа током Дана Москве.

## Рефереце
1. ↑  „Перечень праздничных, памятных дней, дней проведения торжественных и иных мероприятий, к которым на территории города обеспечивается праздничное и тематическое оформление” (PDF). Официальный сайт Мэра Москвы. Архивирано из оригинала (PDF) 04. 09. 2012. г. Приступљено 2018-09-02.
2. ↑  „День города: как и где отмечать праздник”. Ntv.ru. Приступљено 2018-09-02.
3. ↑  Moscow events worldtravelguide.net
4. ↑  „Moscow City Day Russia E-guide”. Russiaeguide.com. Архивирано из оригинала 22. 08. 2021. г. Приступљено 8. 10. 2018.
5. ↑  Sorokina, Anna (26. 8. 2017). „How to celebrate Moscow City Day like a local”. Rbth.com. Приступљено 8. 10. 2018.
6. ↑  „Best of Moscow: City Day Celebrations”. Themoscowtimes.com. Приступљено 8. 10. 2018.
7. ↑  „Moscow City Day - Russia E-guide”. Russia E-guide (на језику: енглески). 2014-09-01. Архивирано из оригинала 22. 08. 2021. г. Приступљено 2018-11-23.
8. ↑  „The Moscow City Day - Russia Travel”. Russia-travel.com. 29. 6. 2015. Архивирано из оригинала 21. 05. 2022. г. Приступљено 8. 10. 2018.
9. ↑  „Events / Moscow City Web Site”. Mos.ru. Архивирано из оригинала 03. 09. 2018. г. Приступљено 8. 10. 2018.
10. ↑  „Putin commends Moscow authorities for well-coordinated work amid pandemic”. TASS. Приступљено 2020-09-05.